# Ludvík Souček
Ludvík Souček (17 de mayo de 1926 - 26 de diciembre de 1978 en Praga) fue probablemente el escritor de ciencia ficción más conocido de Checoslovaquia.

## Resumen biográfico
Se graduó en la facultad de medicina de la Universidad Carolina de Praga como odontólogo en 1951, y comenzó su carrera profesional como asistente en clínica dental. En 1964 se unió a la milicia como oficial. Pasó dos años en Corea (1954-1955) como miembro de la misión de paz de Checoslovaquia luego de la Guerra de Corea. Seguidamente estuvo empleado como dentista en el Hospital Militar Central de Praga, y sentre 1964 y 1968 estuvo empleado en el Ministerio de Defensa. Trabajó por poco tiempo en el comité central del Partido Comunista de Checoslovaquia. En 1968 trabajó como redactor militar en la televisión checa, y luego en la editorial Albatros. A causa de una severa enfermedad se le otorgó una jubilación por incapacidad en 1976.
Fue miembro del Partido Comunista toda su vida, y esta ideología definitivamente influenció su obra literaria. A pesar de su profunda convicción comunista, Souček permanece como el escritor de ciencia ficción checa más popular y ampliamente conocido.

## Ensayos
La no ficción es uno de los elementos más importantes en los escritos de Souček. Es conocido como el Däniken checo. Sus libros de «portentos» (Tušení souvislosti, 1974, Tušení stínu, 1978) son colecciones al estilo Däniken de ensayos sobre hechos oscuros, impactantes, sorprendentes o en cualquier caso aún no explicados de la historia de la humanidad, o que son difíciles de explicar con nuestros conocimientos actuales, o en el contexto de las civilizaciones antiguas. En forma similar a su colega Däniken, dio a entender que los fenómenos culturales o arquitectónicos, como los megalitos de Baalbek, algunas catástrofes naturales, como el evento de Tunguska, historias mitológicas o bíblicas, como la destrucción de Sodoma y Gomorra se pueden explicar mejor mediante una intervención extraterrestre. A diferencia de su predecesor, Souček no insiste tan firmemente en la idea de una intervención alienígena; da en cambio amplio espacio para explicaciones alternativas, y nunca asegura que deben haber sido «ellos». Los ensayos de Souček tienen además un nivel científico bastante bueno, y contienen discusiones sensatas sobre las fuentes y referencias de los hechos.

## Ciencia ficción
Su trilogía de ciencia ficción Pájaros ciegos (Cesta slepých ptáků 1964, Runa rider 1967, Sluneční jezero 1968) contiene elementos de no ficción muy fuertes, y debe verse como continuación de la mejor tradición checa en el género. La trilogía copia el método y la composición de La guerra de las salamandras de Karel Čapek. Tanto Čapek como Souček inician su trama inmersos profundamente en la época contemporánea (Čapek década de 1930, Souček 1960) y ambos critican duramente la realidad sociopolítica.,
Souček construye una mezcla virtuosa de hechos científicos y descubrimientos arqueológicos en Francia, Islandia, Brasil y Marte. Ambos desarrollan los elementos fantásticos con mucha lentitud, comenzando con el primer libro muy sobrio, acelerando en el segundo y culminando con ciencia ficción plena en el tercero: la victoria de los robots y la casi extinción de la raza humana (Čapek); colaboración internacional para una misión de descubrimiento y rescate en Marte (Souček).

## Principales obras
- 1951 Hrajeme maňáskové divadlo (sobre teatro de títeres)
- 1962 Hrátky kolem křižovatky (para niños)
- 1963 Jak se světlo naučilo kreslit (sobre fotografía)
- 1964 Cesta slepých ptáků (Ciencia ficción, sucesivas ediciones en 1976, 1989 y 1999)
- 1965 Krotitelé ďáblů (aventura)
- 1965 Co oko nevidí (sobre fotografía)
- 1966 Cesta k moderní fotografii (sobre fotografía)
- 1967 Cesta slepých ptáků II. Runa rider (SF, further ed. 1976 and 1999)
- 1968 Cesta slepých ptáků III. Sluneční jezero (Ciencia ficción, sucesivas ediciones en 1976 y 1999)
- 1968 Případ ztraceného suchoplavce (Ciencia ficción:Martin Anděl, detective)
- 1969 Bratři Černé planety (Cuentos cortos de ciencia ficción)
- 1970 Operace "Kili" (Cuentos cortos de ciencia ficción, parte de ellos censurados)
- 1970 Záhada S M (Obra de teatro)
- 1970 Případ Jantarové komnaty (Ciencia ficción:Martin Anděl, detective, otra edición en 1990)
- 1971 Fotografujeme na cestách (sobre fotografía)
- 1972 Případ baskervillského psa (Ciencia ficción:Martin Anděl, detective)
- 1972 Pevnost bílých mravenců (Ciencia ficción)
- 1973 Zájem Galaxie (Cuentos cortos de ciencia ficción)
- 1974 Blázniví vynálezci (sobre invenciones fantásticas)
- 1974 Tušení souvislosti
- 1975 Co zavinil Gutenberg (sobre impresión de libros)
- 1976 Rakve útočí (sobre los destructores CSS Virginia, USS Merrimack and USS Monitor en la Guerra de Secesión)
- 1978 Tušení stínu
- 1980 Blázni z Hepteridy (Ciencia ficción, sucesivas ediciones en 1986 andy 2000)
- 1983 Bohové Atlantidy (Ciencia ficción, otra edición en 2000)
- 1985 Hippokratův slib (Cuentos cortos de ciencia ficción, otra edición en 1997)